# Gradski stadion Novi Pazar
Das Gradski stadion Novi Pazar (serbisch-kyrillisch Градски стадион Нови Пазар; deutsch „Städtisches Stadion Novi Pazar“) ist das Fußballstadion des Fußballvereins FK Novi Pazar in Serbien, der in der Super liga spielt, der höchsten Spielklasse im serbischen Fußball.